# Monte Kirkpatrick
El monte Kirkpatrick, o Kilpatrick, es una montaña en la cordillera Reina Alexandra de la Antártida, dentro del territorio reclamado por Nueva Zelanda (Dependencia Ross).

## Características
Está ubicado a 8 kilómetros al oeste del monte Dickerson. Con una altitud de 4528 metros, generalmente libre de hielo, el Kirkpatrick es el punto más alto de la cordillera Reina Alexandra, así como el de su cordillera principal, las montañas Transantárticas.

## Historia y toponimia
Fue descubierto y nombrado por la expedición Nimrod (1907-1909) dirigida por Ernest Shackleton. Recibió su nombre por un hombre de negocios de Glasgow, uno de los partidarios originales de la expedición.

## Yacimiento paleontológico
El monte Kirkpatrick posee uno de los yacimientos de fósiles más importantes en la Antártida, la formación Hanson. Debido a que la Antártida solía ser más cálida y sustentaba un denso bosque de coníferas y cícadas, y porque todos los continentes estaban fusionados en un supercontinente gigante llamado Pangea, muchos de antiguos animales antárticos comparten familiares en otras partes del mundo. Entre estas criaturas se encuentran los tritilodontes, reptiles parecidos a los mamíferos herbívoros que prevalecen en otras partes hoy en día. Se ha identificado un pterosaurio del tamaño de un cuervo. Además de estos hallazgos, se han descubierto numerosos restos de dinosaurios. Se excavaron fósiles de dinosaurios que se parecen a plateosaurus, coelophysis y dilophosaurus. El monte Kirkpatrick tiene el primer dinosaurio nombrado científicamente en el continente: el gran depredador cryolophosaurus ellioti. En 2004 los científicos encontraron restos parciales de un gran dinosaurio saurópodo que comía plantas.
En 2007 también se identificó, a partir de fósiles en el monte, al glacialisaurus hammeri, un dinosaurio herbívoro que se cree que medía alrededor de 25 pies (7,6 metros) de largo y que pesaba aproximadamente 4-6 toneladas. El Kirkpatrick es el único yacimiento conocido de glacialisaurus hammeri.